# Яак Панксепп
Яак Панксепп (5 июня 1943 — 18 апреля 2017) — эстонско-американский нейробиолог и психобиолог, ввел термин «аффективная нейронаука» как название для области, изучающей нейронные механизмы эмоций. Заведовал кафедрой науки о благополучии животных факультета ветеринарной и сравнительной анатомии, фармакологии и физиологии в Колледже ветеринарной медицины Вашингтонского государственного университета, был почётным профессором Психологического факультета Государственного университета Боулинг-Грин. Получил известность в популярной прессе благодаря своим исследованиям смеха у животных. Считается нейробиологом, который лучше других
понимал происхождение чувств.

## Исследовательская работа
Панксепп проводил множество разнообразных экспериментов. Например, изучая крыс, он обнаружил, что те проявляют признаки страха, когда рядом с ними помещают кошачью шерсть, хотя они никогда прежде не сталкивались с кошками. На основе этого эксперимента Панксепп предположил, что лабораторные исследования могут регулярно искажаться, если у исследователя дома есть кошка. Он попытался повторить тот же самый эксперимент, но уже с собачьей шерстью, однако крысы не проявили никаких признаков страха.
В документальном фильме «Почему собаки улыбаются, а шимпанзе плачут» (1999) Панксепп рассказывает о своём исследовании радости у крыс: если щекотать одомашненную крысу, она издаёт высокочастотный звук. Учёный выдвинул гипотезу, что этот звук является смехом.
Также хорошо известна статья Панксеппа 1979 года, в которой выдвигается предположение о том, что опиоидные пептиды могут играть роль в этиологии аутизма, из чего вытекает, что аутизм возможно является «эмоциональным расстройством, возникающим из-за нарушения в опиатных системах в мозге».
В книге «Аффективная нейронаука» Панксепп описывает, как можно достичь эффективности в обучении за счет генерирования субъективно переживаемых нейроэмоциональных состояний, которые обеспечивают простые интернализированные коды биологической ценности, соответствующие основным жизненным приоритетам.

### Первичные аффективные системы
Панксепп выделил семь биологически унаследованных первичных аффективных систем и дал им следующие названия: ПОИСК (ожидание), СТРАХ (тревога), ГНЕВ (злость), ПОХОТЬ (сексуальное возбуждение), ЗАБОТА (опека), ПАНИКА/ГОРЕ (печаль) и ИГРА (социальная радость). Он предположил, что эти аффекты генерируются так называемым «ядром личности» («core-SELF»).

## Смерть
Панксепп умер 18 апреля 2017 года от рака у себя дома в городе Боулинг-Грин, штат Огайо, в возрасте 73 лет.